# Bredia hirsuta
Bredia hirsuta là một loài thực vật có hoa trong họ Mua. Loài này được Blume mô tả khoa học đầu tiên.

## Hình ảnh

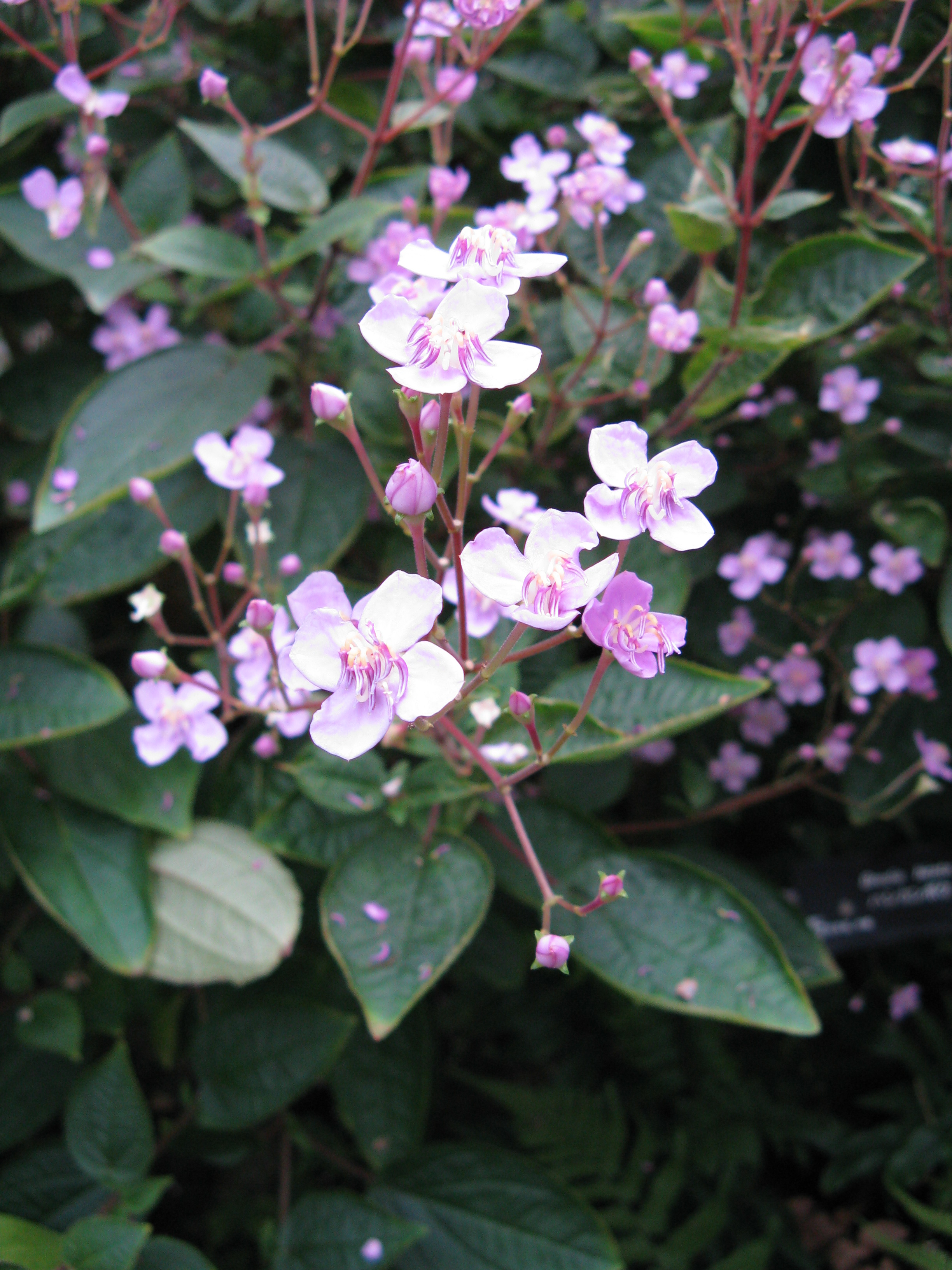
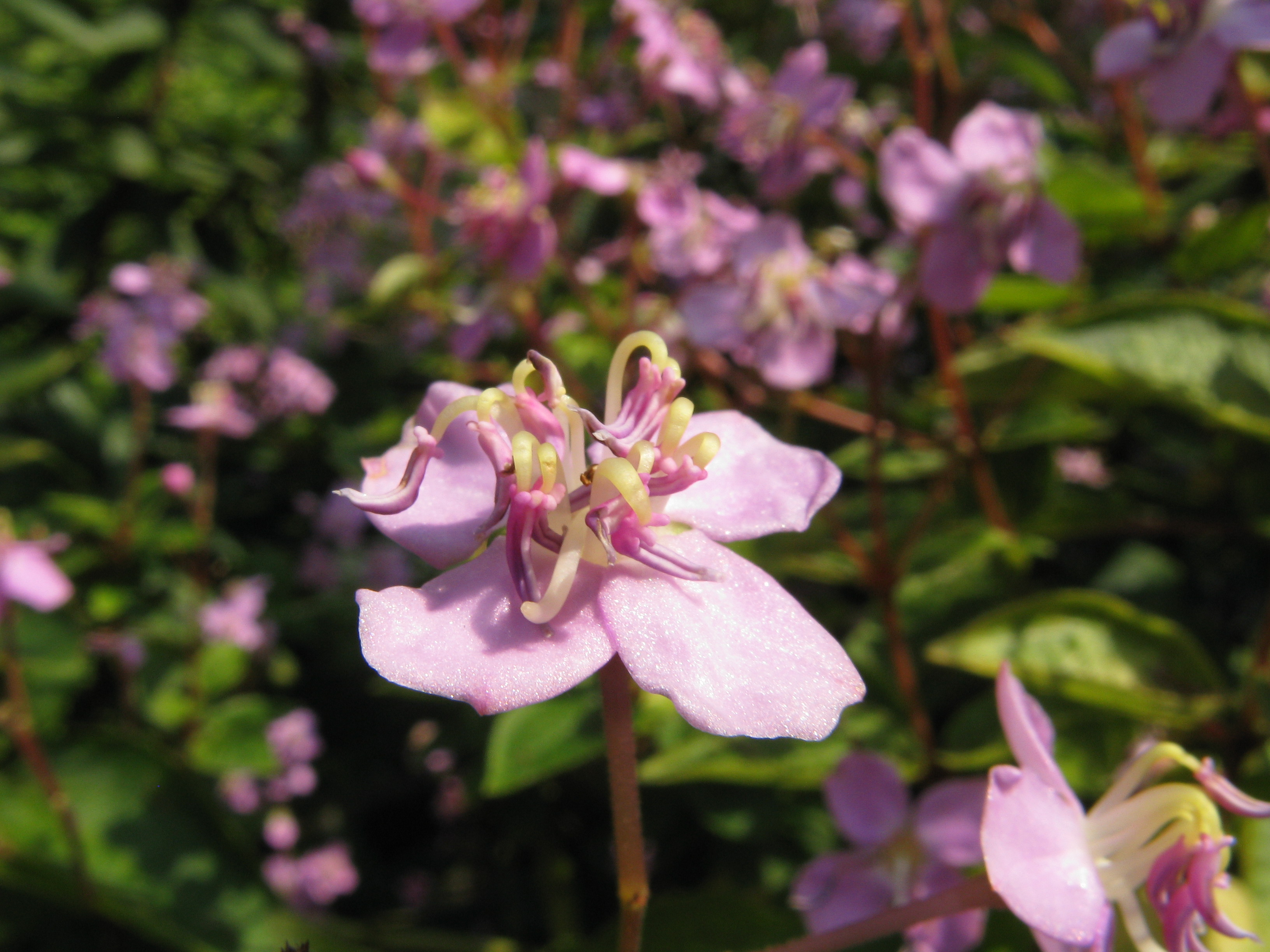